# Třída Kada
Třída Kada je třída tankových výsadkových lodí nigerijského námořnictva. Jedná se o plavidla typu Damen LST 100 nizozemské koncerny Damen Group (Damen). Prototypové plavidlo je ve službě od roku 2023. Mezi jeho hlavní úkoly patří přeprava vojáků a materiálu, nebo nasazení při živelních pohromách. Nigerijské námořnictvo plánuje stavbu ještě druhé jednotky této třídy.

## Stavba
Nigerijské námořnictvo od prosince 2017 usilovalo o získání nové výsadkové lodě, která by nahradila vyřazená plavidla Ambe (LST-1312) a Ofiom (LST-1313) německého typu 502. Stavba prototypové výsadkové lodě Kada byla objednána v červnu 2019 u nizozemské koncerny Damen. Neuspěla turecká loděnice Anadolu a indická Goa. Kýl plavidla byl založen 9. prosince 2019  v pobočce loděnice v Šardžá Albwardy Damen joint venture Damen. Kada byla na vodu spuštěna 7. června 2021. Do služby vstoupila 22. května 2023. Po dodání prototypu námořnictvo oznámilo, že bude usilovat o stavbu druhé jednotky.
Jednotky třídy Kada:
| Jméno           | Založení kýlu    | Spuštění na vodu | Dokončení       | Status    |
| --------------- | ---------------- | ---------------- | --------------- | --------- |
| Kada (LST-1314) | 9. prosince 2019 | 7. června 2021   | 22. května 2023 | aktivní   |
|                 |                  |                  |                 | plánována |

## Konstrukce
Plavidlo pojme až 250 vojáků. Pro nakládku a vykládku nákladu slouží sklápěcí příďová a záďová rampa s nosností 70 tun. K manipulaci s nákladem slouží také jeřáb o nosnosti 25 tuny. Dále jsou na palubě dva pěchotní vyloďovací čluny LCVP. Na zádi se nachází přistávací plocha pro vrtulníky a bezpilotní prostředky. Pohonný systém tvoří dva diesely Caterpillar 3516C, každý o výkonu 3150 hp. Energii dodávají čtyři generátory Caterpillar C18, každý o výkonu 806 hp. Lodní šrouby se stavitelnými lopatkami v prstencích jsou dva. Mnévrovací schopnosti plavidla zlepšují dvě příďová dokormidlovací zařízení. Nejvyšší rychlost je 16 uzlů. Dosah je 4000 námořních mil při rychlosti 13 uzlů. Vytrvalost je 15 dní.